# Just Cause (série de jogos eletrônicos)
Just Cause é uma série de videojogos de acção-aventura criada pela Avalanche Studios. São jogados em mundo aberto, arquipélagos fictícios de ambientes tropicais baseados em localizações reais incluindo as Caraíbas, a America do Sul, o Sudeste Asiático e o Mediterrâneo.
A série Just Cause é particularmente conhecida por se focar no caos e nas físicas exageradas, dando grande ênfase aos ideais de liberdade, em que em todos os jogos existem várias facções que desejam ter o controlo de uma pequena nação, subjugada por um líder poderoso. Os jogadores controlam Rico Rodriguez, descrito pelos criadores como sendo "o filho de mil livros de banda desenhada e de filmes de acção. Ele é James Bond, Mad Max, Jason Bourne, El Mariachi, Wolverine, Punisher, Rambo, Tony Montana, Han Solo e Vincent Vega todos juntos numa só pessoa. E no topo... um toque de Enrique Iglesias!".
O nome da série foi inspirado na Invasão do Panamá pelos Estados Unidos em 1989, que tinha o nome de código "Operation Just Cause".

## Recepção
| 2006 | Just Cause   | Sim | Não | Não | Sim | Sim | Sim | Não |  |
| 2010 | Just Cause 2 | Não | Sim | Não | Sim | Não | Sim | Não |  |
| 2015 | Just Cause 3 | Não | Não | Sim | Sim | Sim | Não | Sim |  |
| 2018 | Just Cause 4 | Não | Não | Sim | Sim | Não | Não | Sim |  |

| Jogo         | GameRankings                                        | Metacritic                                          |
| ------------ | --------------------------------------------------- | --------------------------------------------------- |
| Just Cause   | (PC) 73.58% (PS2) 64.65% (XBX) 73.15% (X360) 72.05% | (PC) 75/100 (PS2) 67/100 (XBX) 74/100 (X360) 73/100 |
| Just Cause 2 | (PC) 85.65% (PS3) 83.55% (X360) 82.63%              | (PC) 84/100 (PS3) 83/100 (X360) 81/100              |